# 1019 (Band)
1019 ist ein Hip-Hop-Kollektiv aus Berlin.

## Bandgeschichte
Lucio101 trifft Omar101 zum ersten Mal auf den Straßen von Berlin, kurz nachdem Omar101 von London nach Berlin-Mitte gezogen ist. Lucio101 mag Omar101 seinen Style, unter anderem trugen beide von ihnen SnapBacks. So entstand nach einer Zeit eine legendäre Freundschaft und auch ihre ersten Rap Singles. 2016 veröffentlichten Omar101 und Lucio101 ihre erste Ep mit dem Titel „C.o.B“ also Center of Berlin.
Lucio101 und Nizi19 treffen sich im Jugendarrest. Nizi19 kannte Omar101 und Lucio101 schon davor vom Aussehen durch einen gemeinsamen Freund. Im Jugendarrest hängen Lucio101 und Nizi19 zusammen ab und Rappen zusammen. Nizi ist begeistert von Lucios rap skills. Nachdem die beiden raus sind gehen sie zusammen ins Studio, Rappen aus Spaß und machen Musik zusammen. So entsteht auch die Connection zwischen den 4 Gründungsmitgliedern Lucio101, Omar101, Karamel19 und Nizi19.
Lucio101 und Nizi19 veröffentlichten bereits 2019 ein gemeinsames Mixtape mit dem Titel 1019.
1019 wurde dann als Rapcrew 2021 in Berlin gegründet und bestand damals aus den Rappern Lucio101, Omar101, Nizi19, Karamel19, und Big Mullet. Der Name steht für die beiden Berliner Bezirke, aus denen die einzelnen Mitglieder stammen: 101 für Berlin-Mitte und 19 für Berlin-Charlottenburg.
Am 24. Dezember 2021 erschien ihr 30-minütiges Debütalbum Lost Files.
2024 kommt dann Haribo19 dazu und veröffentlicht erstmals Musik. Er ist ein Kindheitsfreund von Nizi19 und auch mit den anderen Mitgliedern befreundet.

## Diskografie
Alben 
- 2021: Lost Files (1019 Records)
- 2025: Lost Files 2 (1019 Records)

Singles
- 2021: Augenmaß
- 2021: Dagobert Duck (#3 der deutschen Single-Trend-Charts am 30. Dezember 2022[4])
- 2023: Straße studiert (#10 der deutschen Single-Trend-Charts am 5. Januar 2024[5])

## Belege
1. ↑  Lucio101: Die neue Mitte. In: Redbull.com. Abgerufen am 30. Dezember 2021.
2. 1 2  „LOST FILES“: 1019 veröffentlichen Debütalbum und gehen auf Tour. In: DIFFUS. 22. Dezember 2021, abgerufen am 30. Dezember 2021 (deutsch).
3. 1 2  Chartquellen: DE CH
4. ↑  Single Trending Charts. In: mtv.de. GfK Entertainment, 30. Dezember 2022, abgerufen am 3. Januar 2023.
5. ↑  Single Trending Charts. In: mtv.de. GfK Entertainment, 5. Januar 2024, abgerufen am 9. Januar 2024.